# Louis d'Amboise d'Aubijoux
 (janvier 2014).
Si vous disposez d'ouvrages ou d'articles de référence ou si vous connaissez des sites web de qualité traitant du thème abordé ici, merci de compléter l'article en donnant les références utiles à sa vérifiabilité et en les liant à la section « Notes et références ».
Louis d'Amboise d'Aubijoux , né posthume en 1536 et mort le 20 octobre 1614 à Graulhet est un seigneur d'Aubijoux. Il fut page du roi François Ier pendant son enfance.

## Titres
Il était chevalier des deux Ordres du roi (6e promotion, en décembre 1583).
Comte d'Aubijoux, conseiller d'état, chambellan du duc d'Anjou, gouverneur d'Albi, de Castres, de Lavaur, et du comté de Pézenas. Capitaine-général  et colonel des gens de guerre à pied de la légion du Languedoc.
Comte d'Aubijoux, Seigneur et baron de Castelnau-de-Lévis, de Graulhet, de Sauveterre, de Bonnefons, de Comminges, de Labastide - Monfort, et autres lieux.

## Carrière militaire
Il servit les rois Henri II, François II, Charles IX et Henri III dans toutes les guerres qu'ils ont menées. Il participa entre autres à la bataille de Jarnac (1569) et au siège de la Rochelle (1573). Il fit les campagnes de Flandres et du Piémont.
Il fut un fidèle allié du roi Henri III, en Auvergne et dans le Languedoc, pendant les guerres de religion. En remerciement, Henri III érigea sa terre d'Aubijoux en marquisat en août 1565, mais, lui-même, et sa descendance, continuèrent à porter, plus volontiers, leur titre de comte.

## Biographie
Né posthume en juin 1536 de Jacques d'Amboise, baron d'Aubijoux, (tué au siège de Marseille le 17 mai 1536), et d'Hippolyte de Chambes, fille de Jean de Chambes, seigneur de Montsoreau et de Marie de Chateaubriand, Dame du Lyon d'Angers.
Louis d'Amboise, comte d'Aubijoux, se maria à Blanche de Lévis, fille de Gilbert II de Lévis, Comte de Ventadour, et de Suzanne de Laire, le 12 juin 1556. Ils eurent 5 enfants.
Il mourut dans son château de Graulhet, le 20 octobre 1614, à l'âge de 78 ans.
Sa dalle funéraire, classée monument historique, est située à gauche du portail d'entrée de l'église ND du Val-d'Amour, à Graulhet, dans le Tarn.
La maison d'Amboise dont il fait partie s'éteindra avec la mort de son petit-fils, François-Jacques d'Amboise, comte d'Aubijoux, le 19 novembre 1656.

## Sources
- Jean Roques, Castelnau de Levis[réf. incomplète]
- Le père Anselme.[réf. incomplète]
- Chartrier de Graulhet.[réf. incomplète]